# Berghülen
Berghülen è un comune tedesco di 1 956 abitanti, situato nel land del Baden-Württemberg.